# Јозеф Силни
Јозеф Силни (Кромјержиж, 23. јануар 1902. — 18. мај 1981) био је чешки фудбалер.
Силни је играо за Славију из Прага (1923—1926), Спарту (1926—1933), Ним (1933—1934) и Бохемијанс (1934–1935).
Играо је за репрезентацију Чехословачке (50 утакмица и 28 голова), а био је и учесник Светског првенства у фудбалу 1934. године, где је играо у утакмици против Румуније.